# Operação Hardtack I
Operação Hardtack foi uma série de testes nucleares realizados pelos Estados Unidos em 1958 no Atol Bikini, Atol Enewetak e Ilha Johnston.

## Testes
| nome       | Data                 | Localização     | rendimento    | Nota                                                                 | Imagem |
| ---------- | -------------------- | --------------- | ------------- | -------------------------------------------------------------------- | ------ |
| Yucca      | 28 de abril de 1958  | Enewetak        | 1.7 kilotons  | ensaio em balões                                                     |        |
| Cactus     | 5 de maio de 1958    | Enewetak        | 18 kilotons   | Teste do Mark-43 Primário, coordenadas:11° 33′ 09″ N, 162° 20′ 50″ L |        |
| Fir        | 11 de maio de 1958   | Bikini          | 1.36 megatons | 93.4 % vindo da fusão nuclear                                        |        |
| Butternut  | 11 de maio 1958      | Enewetak        | 81 kilotons   | teste do primário da bomba experimental TX-46                        |        |
| Koa        | 12 de maio de 1958   | Enewetak        | 1.37 megatons | teste da ogiva W35                                                   |        |
| Wahoo      | 16 de maio de 1958   | Enewetak        | 9 kilotons    | teste abaixo da agua (aos 3200 pes de profundidade.)                 |        |
| Holly      | 20 de maio de 1958   | Enewetak        | 5.9 kilotons  |                                                                      |        |
| Nutmeg     | 21 de maio de 1958   | Atol Bikini     | 25.1 kilotons |                                                                      |        |
| Yellowwood | 26 de maio de 1958   | Enewetak        | 330 kilotons  | teste falhado da bomba B46, rendimento previsto de 2,5 megatons      |        |
| Magnolia   | 26 de Maio de 1958   | Enewetak        | 57 kilotons   |                                                                      |        |
| Tobacco    | 30 de maio de 1958   | Enewetak        | 11.6 kilotons | o secundário falhou.                                                 |        |
| Sycamore   | 31 de maio de 1958   | Atol Bikini     | 92 kilotons   | Falha, 5 megaton previsto.                                           |        |
| Rose       | 2 de junho de 1958   | Enewetak        | 15 kilotons   | falha, 125 quilotons previstos.                                      |        |
| Umbrella   | 8 de junho de 1958   | Enewetak        | 8 kilotons    | 150 pes abaixo da agua                                               |        |
| Maple      | 10 de junho de 1958  | Atol Bikini     | 213 kilotons  | 89 % provindo da fissão nuclear                                      |        |
| Aspen      | 14 de junho de 1958  | Atol Bikini     | 319 kilotons  | detonado na cratera do Castle Bravo                                  |        |
| Walnut     | 14 de junho de 1958  | Enewetak        | 1.45 megatons |                                                                      |        |
| Linden     | 18 de junho de 1958  | Enewetak        | 11 kilotons   |                                                                      |        |
| Redwood    | 27 de junho de 1958  | Atol Bikini     | 412 kilotons  |                                                                      |        |
| Elder      | 27 de junho de 1958  | Enewetak        | 880 kilotons  |                                                                      |        |
| Oak        | 28 de junho de 1958  | Enewetak        | 8.9 megatons  | teste da B46 com sucesso.                                            |        |
| Hickory    | 30 de junho de 1958  | Atol Bikini     | 14 kilotons   |                                                                      |        |
| Sequoia    | 1 de julho de 1958   | Enewetak        | 5.2 kilotons  |                                                                      |        |
| Cedar      | 2 de julho de 1958   | Atol Bikini     | 220 kilotons  |                                                                      |        |
| Dogwood    | 5 de julho de 1958   | Enewetak        | 397 kilotons  |                                                                      |        |
| Poplar     | 12 de julho de 1958  | Bikini Atoll    | 9.3 megatons  | quinto maior teste nuclear dos E.U.A                                 |        |
| Scaevola   | 14 de julho de 1958  | Enewetak        | zero          | falhou                                                               |        |
| Pisonia    | 17 de julho de 1958  | Enewetak        | 255 kilotons  |                                                                      |        |
| Juniper    | 22 de julho de 1958  | Atol Bikini     | 65 kilotons   | Teste final no Atol Bikini                                           |        |
| Olive      | 22 de julho de 1958  | Enewetak        | 202 kilotons  |                                                                      |        |
| Pine       | 26 de julho de 1958  | Enewetak        | 2 megatons    | Versão do B41 com potência minimizada, previsto de 4-6 megatons.     |        |
| Teak       | 1 de agosto de 1958  | Johnston Island | 3.8 megatons  | Teste na exosfera, para testar o ABM Redstone.                       |        |
| Quince     | 6 de agosto de 1958  | Enewetak        | zero          | Falhou                                                               |        |
| Orange     | 12 de agosto de 1958 | Johnston Island | 3.8 megatons  | Testar o ABM Redstone, detonação na exosfera.                        |        |
| Fig        | 18 de agosto de 1958 | Enewetak        | 0.02 kilotons | ultimo teste.                                                        |        |

## Ver tambem
- Operação Hardtack II
- B46
- W35